# Pavonia ellenbeckii
Pavonia ellenbeckii är en malvaväxtart som beskrevs av Gürke. Pavonia ellenbeckii ingår i släktet påfågelsmalvor, och familjen malvaväxter. Inga underarter finns listade i Catalogue of Life.